# Парархеидовые пауки
Парархеидовые пауки (лат. Pararchaeidae) — маленькое семейство аранеоморфных пауков, насчитывающее 34 вида в семи родах.

## Распространение
Представители распространены только на территории Австралии и Новой Зеландии.

## Классификация
- Anarchaea Rix, 2006 — Австралия, Тасмания
- Flavarchaea Rix, 2006 — Австралия
- Forstrarchaea Rix, 2006 — Новая Зеландия
- Nanarchaea Rix, 2006 — Австралия, Тасмания
- Ozarchaea Rix, 2006 — Австралия
- Pararchaea Forster, 1955 — Новая Зеландия
- Westrarchaea Rix, 2006 — Западная Австралия